# 龙猫
《龙猫》（日语：となりのトトロ）是一部由吉卜力工作室与德间书店製作，宫崎骏執導，於1988年4月16日首映的日本奇幻動畫電影。電影劇情以1958年的日本為背景，講述了一位教授的兩個女兒意外在鄉村與友好的森林守護者「龍貓」互動的故事，專注於日本在经济高度发展前存在的美丽自然，那个只有孩子才能看见的不可思议世界和丰富的想像，以及探索泛靈論、神道教符號學、環境保護主義和鄉村生活的樂趣等主題，因为唤起观众的乡愁而广受大众欢迎。
《龍貓》在日本公映期間，大约有80万人次進入电影院观看，同时上映的还有高畑勳執導的電影《萤火虫之墓》。該作也是宫崎骏电影在中国大陸公映的首部作品。在作品中出现的「五月和梅的家」，亦在2005年日本國際博覽會的濑户市会场中展出。隨著《龍貓》在世界各地廣受好評，在電影上映後的幾年裡積累了粉絲群。截至2019年9月，這部電影的全球票房收入已超過4100萬美元，此外，家庭影響銷售收入估計為2.77億美元，授權商品銷售收入為11.42億美元，總收入約為14.6億美元。
《龍貓》在1988年獲得了Animage動漫大獎、每日電影獎和電影旬報十佳獎等眾多獎項。同年還獲得了藍絲帶獎特別獎。這部電影已被公認為日本動畫最頂級的動畫電影之一，在2010年《帝國雜誌》的「世界100部最佳電影」中，《龍貓》排名第41位，並在2012年由評論家評選的史上最偉大動畫電影中排名最高。這部電影及其同名角色已成為流行文化的偶像，並在吉卜力工作室的許多電影和電子遊戲多次客串。龍貓也是該工作室的吉祥物，並被公認為日本動畫中最受歡迎的角色之一。

## 故事大綱
本片是對日本鄉村生活的迷人及節奏緩慢的描繪。故事背景設定於1958年（昭和33年），一位大學教授「草壁達郎」（草壁タツオ）和他的兩個女兒「皋月、梅」（サツキ、メイ）搬進一個森林附近的一所舊房子，而教授的妻子「草壁靖子」因染上了結核病，在附近的一所醫院養病中。
搬來新家的皋月和梅，都在家中及附近發現各種奇妙的東西，如家裡藏著像是小黑球模樣的「煤炭屎鬼」。而梅某一天也在外頭發現可以隱形的「小龍貓」、為了追趕它而被引領到樹洞裡發現森林的守護者「大龍貓」；並且在一個下雨的晚上，當皋月和梅在公車站牌邊等爸爸時，她們都遇到用樹葉擋雨、先前梅在樹洞裡看到的大龍貓，不久「貓巴士」來到，大龍貓給予皋月一包種子後登上貓巴士離去。
之後有一天皋月從醫院得知媽媽的病情變得不好的情況下趕緊打電話聯絡她的父親，而梅想把一個成熟的玉米帶給媽媽時不慎迷路，當眾人都遍尋不著後，皋月跑去找大龍貓幫忙。之後大龍貓召喚貓巴士，皋月在貓巴士的幫助下找到迷路的梅，兩人乘著貓巴士穿過鄉間到醫院探望她們的媽媽，最後草壁達郎在醫院中得知她們的媽媽病情好轉不久就可以出院。

## 主要角色
- 草壁皋月（草壁サツキ）(小月)

故事的主角，為一名12歲就讀小學六年級的女孩。
性格堅毅有朝氣，由於母親因病住院的緣故因此在家中代理母職，負責打理大部分的家務。
名字的日語原名（Satsuki）是日語裡「皋月」（五月的別稱）的唸法。
- 草壁梅（草壁メイ）(小梅)

皋月4歲的妹妹，也是故事的主角之一。性格活潑、善於觀察週遭有趣事物的小女生，也常因冒失的舉動讓姊姊皋月對此感到擔心。
在吉卜力工作室在2002年開始於吉卜力美術館館內播放的動畫短片《梅與小貓巴士》亦有登場。
名字的日語原名（Mei）為英語中「五月」（May）的音譯。
- 草壁達郎（草壁タツオ）

皋月及梅的父親，靖子的丈夫，32歲，是一間大學裡的考古學教授。
平時在家中忙於撰寫論文，也常與膝下兩名女兒一同玩鬧，性格溫柔的父親。
- 草壁靖子（草壁やすこ）

皋月及梅的母親，達郎的妻子，29歲，因為生病暫時住醫院休養。
正劇劇情近尾聲時病情已好轉，在播放工作人員名單的後日談插圖顯示靖子在最後順利康復，由達郎迎接出院回家和家人生活。
- 龍貓

年齡為1302歲，身體呈灰綠色，為友善的森林守護者，主要食物為橡子。
外型是三隻龍貓中最大的一隻，至少有三公尺高；一般來說龍貓指的就是最大的這一隻。
在劇中被稱呼的名稱（Totoro）源自草壁梅問它名字的時候，它好睏地發出類似「TO、TO、RO」的聲音，於是梅認為那就是它的名字。
早期設定的名稱為。
龍貓原型參考了宮澤賢治作品《橡果與山貓》中的山貓。
- 中龍貓（中トトロ）

年齡為679歲，身體呈藍色，大約六十公分高。
早期設定的名稱為。
- 小龍貓（チビトトロ）

年齡為109歲，身體呈白色，是三隻龍貓中最小隻的，大約20公分高，是可以隨時隱形的一隻龍貓。
早期設定的名稱為。
- 貓巴士

是龍貓族的交通工具，有12隻腳，額頭上有像公車的提示牌，會按龍貓公車的意志更動及顯示目的地，並從身體拉出門的形狀讓人乘坐，裡面的坐墊就像貓身體上的毛一樣柔軟，與龍貓一樣讓一般人看不見牠。
宮崎駿對貓公車的解讀為：「可以將牠視為古代的一隻貓妖（化猫），因覺得人類世界的公車很有趣，而將自己變成那樣的形狀」。 
- 灰塵精靈（ススワタリ）

居住在無人的家中或森林、外型如栗子般的灰塵小妖怪。
劇中有孩子所給的另一別稱「マックロクロスケ」。
之後於吉卜力2001年動畫《神隱少女》再度串場。在2022年發布的短篇動畫《禪 古古與小黑炭》再次登場。
- 大垣勘太（大垣カンタ）(小凱)

居住在草壁家附近樸實的男孩。喜歡皋月卻容易在內心感到害躁，故常在她面前做出一些較不坦率的行為。
- 勘太的奶奶（カンタのおばあちゃん）

在草壁一家搬來鄉下時給予協助的老婦，相當照顧草壁姊妹。
於《飛天紅豬俠》中再度出場。
- 滿子

皋月班上的女同學。

## 製作

### 構思原型
《龍貓》的構思原型可以追溯到宮崎駿在1970年代在日本動畫公司和電信動畫電影任職期間所繪製的形象板。據宮崎本人透露，最初他打算將這部作品做成繪本。後來，他將形象板和企劃書提交給了東京電影，並試圖將其用於電視特別節目，但這個企劃未能獲批通過。
在押井守、鈴木敏夫和川上量生三人的座談中，根據押井和鈴木兩位的回憶，「最初的設想是關於人類和龍貓族之間的戰鬥。很久以前，人類和龍貓族曾經交戰，而龍貓族最終失敗」。而在《龍貓》的故事中，則是龍貓族的後裔在現代的所澤市地區露面的故事。

### 制作契机
在1986年的《天空之城》上映結束後，當時為Animage動畫雜誌的編輯長鈴木敏夫打算將宮崎駿已構思多年的《龍貓》內容製成企劃書，請德間書店的企劃高層同意將此案製成動畫上映，不過當時被高層以「故事裡的背景為昭和時代，對於一般日本人來說只是充滿貧乏生活的回憶」的理由回絕。
後續因得知新潮社有意推行動畫，鈴木敏夫便想到可以請高畑勳將野坂昭如的小說《螢火蟲之墓》改編成動畫、並與《龍貓》兩片一同上映的點子，但鈴木敏夫的「兩片一同上映」的提案；被德間高層專務以「先前提的《龍貓》裡頭已經有妖怪了、現在又來一個裡頭有『墓』的東西」的理由痛斥，隨後鈴木敏夫親見新潮社社長佐藤亮一，讓新潮社正式接手出資將《螢火蟲之墓》改編成動畫、並透過德間書店社長德間康快向佐籐亮一協調後，讓《龍貓》與《螢火蟲之墓》成為由同一家動畫工作室製作但經由兩家不同出版社發行的作品。
宮崎駿在1977年完成電視動畫《萬里尋親記》後，便希望製作一部「令人愉快、美妙的電影」，並把故事背景設置在日本，希望觀眾能在離開影院後仍留在心中。《龍貓》一開始構思的主要角色則包括龍貓、梅、達郎和勘太:8。其中梅的形象是基於他自己的侄女，而龍貓被塑造成「平靜、無憂無慮的生物」，被視為「森林的保護者，儘管只是大致的近似概念」。:5, 103

### 製作體制
本作的製作團隊和前作一樣由吉卜力工作室負責。高畑班進入傳統的工作室，而宮崎班則在新設立的第二工作室設置準備室。然而，由於高畑和宮崎信賴的主要工作人員（動畫師）數量有限，製作方面在人員安排上面臨著困難。為了應對這個問題，高畑方面聚集老朋友中的資深人員，而宮崎方面則以新加入的員工為主要製作人員，例如作畫監督佐藤好春和美術監督男鹿和雄等。
原本，《龍貓》和《螢火蟲之墓》都計劃為60分鐘的中篇電影，然而最終兩部作品都超過了預定時間，成為約90分鐘左右的長篇電影。據宮崎透露，當完成開頭的搬家場景故事板時，他意識到這部作品無法在預估時間內完成。當得知高畑的《螢火蟲之墓》也面臨類似情況後，他決定延長電影製作時間。此外宮崎還表示，為了避免與《螢火蟲之墓》重複，他決定在本作中完全避免出現《螢火蟲之墓》中的螢火蟲和番茄等元素。
在音樂方面，繼《天空之城》之後，久石讓再次擔任本作的音樂創作。據表示，在製作準備階段，宮崎向工作人員表達，希望請久石為本作創作音樂的意願。起初根據宮崎的要求，在龍貓與皋月、梅在雨中公車站相遇的場景中不增價音樂，然而在鈴木敏夫向高畑請教後，則獲得在該場景中加入音樂的建議，而且最好使用簡約音樂。於是久石為該場景創作音樂。宮崎對此評價道：「加了音效和音樂後，那個場景真的變得很好」。
片中的場景為宮崎駿將小時生活周遭的神田川流域景象模樣、當時日本動畫公司所在點多摩市的聖蹟櫻丘附近的景色、以及所澤市松鄉一帶景點所融合出的場景。 劇中關於大自然鄉村草木的描繪；則由當時初到吉卜力工作室就職的男鹿和雄擔任，男鹿在最初看到宮崎向他展示一張龍貓站在里山中的原始圖像後，被這部電影的製作所吸引。宮崎則向男鹿提出挑戰，希望他提高技藝，而男鹿在《龍貓》的經驗也為他打開了新的職業生涯。兩人經歷多次討論來完成電影的色彩搭配，男鹿希望能使用來自秋田縣的黑土描繪顏色，而宮崎則喜歡關東地區的紅土色彩:82。最終完成的電影被吉卜力工作室的製片人鈴木敏夫形容為「用透明的色彩描繪的大自然」。
男鹿所描繪出的成品事後得到宮崎駿的驚嘆，當時在執導《螢火蟲之墓》的高畑勳在觀賞《龍貓》的試映會後；也對男鹿和雄描繪自然景色的技巧深感認同。男鹿對《龍貓》的精心呈現也得到《国际先驱论坛报》的高度讚譽，報導稱其更新了傳統日本動畫的感覺，讓大自然充滿生機和靈性。該報稱：
這部電影設定在現代與懷舊共存的時期，創造了一個奇幻而又奇妙可信的世界，超自然生物與現代社會和諧共存。這種感覺的一大部分來自於男鹿引人入勝的背景設計，每棵樹、每一個樹籬和路上的每個轉彎都帶有難以言喻的溫暖感，宛如隨時都要醒來一般。
男鹿在《龍貓》的表現使他繼續參與吉卜力工作室的創作，並且為他分派與他的特長相符的工作，他的風格也成為吉卜力工作室的標誌性特徵。電影的開場片段並未按照故事板創作，宮崎駿解釋說，這段片段是透過依時間順序安排並結合每個元素獨立製作而成的。:27最終的結局則是描繪母親回家，以及她和皋月、梅在外面玩耍時身體逐漸好轉的場景:149。
電影的背景故事最初設定在1955年，但由於研究工作不夠深入，最終決定將背景設定在「最近的過去」。考慮到電影的長度原計劃為1小時，在延長後則在製作過程中增加情節，以回應當時的社會背景，包括搬家的過程、父親的職業:54 。製作《龍貓》共動員了8位動畫師，製作上共耗時8個月的時間。
電影也使用了多種動畫技巧，其中一些細節特別受到關注。例如，漣漪的設計使用了兩種高光和陰影的顏色，而雨是通過素材刻劃出來的，並通過覆蓋來表現柔軟的感覺:156 。動畫師表示製作蝌蚪花了一個月的時間，使用了四種顏色；同時在水面上也進行了模糊處理。:154

### 皋月和梅的誕生
在早期的形象板階段，主人公最初是一個外貌類似梅的五歲女孩，他的服裝則保留了皋月的穿著，性格則是後來的皋月和梅的整合版本這個初期構思的少女的描繪，在劇場宣傳冊、劇場發行海報以及小說版封面等多種媒體中都被採用:27。女孩形象的一部分靈感來自宮崎在A製作公司任職時參與設計和導演的《熊貓小熊貓》中的角色米米（ミミ子）。
據宮崎透露，在形象板階段時，他對於女孩與龍貓相遇的兩個場景（雨天的公車站和白天的花園）尚未確定該如何安排。約一年前，距離這部作品電影化的決定，他突然想到將主人公設定為兩個姐妹，分別在不同場景與龍貓相遇，於是有了皋月和梅這兩個角色。然而，製片人鈴木敏夫在2008年7月12日的特別節目中表示：「最初計劃同時放映的《螢火蟲之墓》和《龍貓》都計劃為60分鐘，但由於《螢火蟲之墓》延長到了90分鐘，所以決定讓《龍貓》也超過80分鐘。當時我們苦惱如何延長20分鐘，但宮崎建議『如果把主人公設定為姐妹，那就可以延長20分鐘左右』」，他在節目中如此表示。
實際與鈴木的說法不同，到了編寫《龍貓》企劃書（1986年12月1日）階段時，宮崎就已經將皋月（三年級學生）和梅（五歲）這對姐妹設定為故事的主人公。
在電影上映時，考慮過將皋月和梅與龍貓並排在海報上（用於錄像帶、DVD的封面，以及日本電視台《週五Load SHOW》的節目介紹），但由於設計上的限制，兩者無法成功地並排描繪，所以僅使用這個初期的女孩形象，與龍貓在雨中公車站站立的插圖。
電影上映後，宮崎曾表示：「登場人物們在作品完成後，我心中也讓他們逐年成長，現在主人公也已經出嫁，健康地生活着。」他稱：「（在我的心目中），他們並沒有一直保持年輕。當然不會啦。那些孩子們（皋月和梅）現在已經完全長大成人了。成了很棒的女孩子，婚後的事情，我可是不知道的（笑）。」

## 主題
《龍貓》中的主題之一是泛靈論，根據荻原惠理子-舒克（Eriko Ogihara-Schuck）的觀點。在劇中，龍貓具有泛靈論的特徵，被賦予神明的地位，因為它居住在一個設有神道神社的樟腦樹中，這棵樹周遭還用注連繩圍繞，被稱之為「森之主」（森林的主宰）。
根據舒克的描述，在梅從與龍貓相遇後，她的父親帶著她和姐姐回到神社，向龍貓表達問候和感謝。這是神道傳統中在與神明相遇後的常見做法。此外，學者菲利普·E·魏格納認為這部電影屬於架空歷史類型，並引用了動畫中烏托邦般的設定。

### 時代設定
《龍貓》的時代設定為昭和30年代初（劇中的日曆顯示為1952年和1958年的日期），但宮崎表示這是一個「沒有電視的時代」，並沒有特定的年代作為演出的依據。後來，宮崎又提到這個作品是基於1953年設想的。在2005年由吉卜力工作室協助製作的愛·地球博紀念公園中，「皋月和梅梅的家」在官方網站明確標註為「昭和30年代」。
宮崎對此解釋，關於龍貓和主人公們居住的鬱鬱蔥蔥的村落的形象，來源於他曾經在日本動畫公司所在的櫻之丘、他兒時成長的神田川、他自己的家鄉所澤市，以及美術監督男鹿的家鄉秋田市等各種地名。他表示這些地方的風景混合在一起構成了作品的背景，但並沒有明確設定作品的具體舞台。
然而根據2018年出版的《龍貓誕生的地方》（トトロが生まれたところ）一書，宮崎本人表示所澤市是作品的舞台。此外，宮崎的親戚在神奈川縣鶴卷溫泉經營的溫泉旅館「元湯・陣屋」的名字也被提及。宮崎自1990年代參與的狹山丘陵「龍貓之森」保育運動，更使所澤市的地名在作品中有所體現，因此所澤市目前被認為是《龍貓》的舞台。
「龍貓」這個名字的來源有兩種說法。一種認為是縮寫自「所沢にいるとなりのオバケ」（所澤旁邊的妖怪），另一種說法是宮崎導演的一個熟人的女孩將所沢的發音誤讀成「ととろざわ」，從而得名。而龍貓的原型被認為是來自於宮澤賢治的童話故事《橡果與山貓》（どんぐりと山貓）。
在電影中，皋月問梅：「那個在繪本里的巨魔？」，梅回答：「嗯」。這樣的描寫也被認為是在暗示龍貓的出處。而在結尾，姐妹們的母親朗讀了一本題為《三匹山羊》的繪本，這本書與包含巨魔的童話《三隻山羊嘎啦嘎啦》有所關聯。不過值得注意的是，福音館書店是在昭和40年發行了《三隻山羊嘎啦嘎啦》的日文版，與設定在昭和30年代初的《龍貓》的時代不符）。

#### 與狹山丘陵的關聯性
《龍貓》中的固有名詞，都源於位於埼玉縣所澤市至東京都東村山市之間延伸的狹山丘陵區的地名。在劇中的搬家場景中，還可以看到貼著「狹山茶」標籤的箱子。
- 埼玉縣所澤市松鄉

位於所澤市東部，靠近國道463號浦和所澤快速路松鄉交叉點附近，被認為是草壁家所居住的小鎮「松鄉」的原型。西武巴士在所澤車檢場前巴士站附近提供前往「エステシティ所沢〜所澤車檢場前〜東所澤站（武藏野線）〜所澤站東口（西武池袋線・西武新宿線）的路線。
- 埼玉縣所澤市牛沼

位於埼玉縣所澤市松鄉附近，被認為是貓巴士所顯示的目的地「牛沼」的原型。
除此之外，《龍貓》的成功也為狹山丘陵地區帶來了一定的影響。公益法人「龍貓故鄉基金」進行了狹山丘陵綠地的收購和保護工作，這是一項國家信託活動。宮崎駿本人擔任了該基金的顧問，並提供了支持。這樣的舉措有助於保護和維護這個與《龍貓》緊密相關的地區，使人們更深入了解電影的創作背景和靈感來源。

## 音樂
《龍貓》的音樂由久石讓創作，他之前曾與宮崎合作過電影《風之谷》和《天空之城》的音樂。久石受到了當代作曲家特里·赖利、菲利普·格拉斯、斯蒂夫·莱奇、卡尔海因茨·施托克豪森和約翰·凱吉的啟發，並將宮崎的電影形容為「豐富感人」。他為此次的原聲帶聘請了一支管弦樂團，並主要使用Fairlight樂器:169, 170。
《龍貓》的原聲帶於1988年5月1日首次由德間書店在日本發行。原聲帶收錄了電影中使用的音樂配樂，其中包括由井上杏美演唱的五首歌曲，1987年，該原聲帶曾作為影像歌曲CD發行，其中包含了電影中未使用的一些歌曲 。

### 開頭曲
片頭開頭曲《散步》的歌詞內容；為宮崎駿委託以《不不幼稚園》一書著名的兒童文學作家中川李枝子所創作，而宮崎駿對此曲的要求為「希望能像童話般令人感到親切，並且可讓小孩們立刻記得住、朗朗上口的歌謠」。

#### 印象歌曲專輯
| 曲目                | 創作/演唱                                                         |
| ------------------- | ----------------------------------------------------------------- |
| 1.鄰家的龍貓（）    | 作詞：宮崎駿 作曲．編曲：久石讓 演唱：井上杏美                    |
| 2.風之通道（）      | 作詞：宮崎駿 作曲．編曲：久石讓 演唱：杉並兒童合唱團              |
| 3.散步（）          | 作詞：中村李枝子 作曲．編曲：久石讓 演唱：井上杏美&杉並兒童合唱團 |
| 4.迷路的小孩（）    | 作詞：中村李枝子 作曲．編曲：久石讓 演唱：井上杏美                |
| 5.煤炭球（）        | 作詞：中村李枝子 作曲．編曲：久石讓 演唱：杉並兒童合唱團          |
| 6.貓巴士（）        | 作詞：中村李枝子 作曲．編曲：久石讓 演唱：北原拓                  |
| 7.奇妙的遊樂歌（）  | 作詞：中村李枝子 作曲．編曲：久石讓 演唱：森公美子                |
| 8.母親（）          | 作詞：中村李枝子 作曲．編曲：久石讓 演唱：井上杏美                |
| 9.小小的照片（）    | 作詞：宮崎駿 作曲．編曲．演唱：久石讓                             |
| 10.咚咚吭的節慶（） | 作詞：W.City製作部 作曲．編曲：久石讓 演唱：井上杏美              |
| 11.風之通道（）     | 作曲．編曲：久石讓                                                |

#### 原聲帶
| 曲目                | 創作/演唱                                                         |
| ------------------- | ----------------------------------------------------------------- |
| 1.散步（）          | 作詞：中村李枝子 作曲．編曲：久石讓 演唱：井上杏美                |
| 2.在五月裡的村莊（）    | 作曲．編曲：久石讓                                                |
| 3.鬧鬼的房子！（）  | 作曲．編曲：久石讓                                                |
| 4.小梅與煤炭球（）  | 作曲．編曲：久石讓                                                |
| 5.黃昏下的風（）    | 作曲．編曲：久石讓                                                |
| 6.一點也不可怕（）  | 作曲．編曲：久石讓                                                |
| 7.向醫院出發（）    | 作曲．編曲：久石讓                                                |
| 8.母親（）          | 作曲．編曲：久石讓                                                |
| 9.小龍貓出現（）    | 作曲．編曲：久石讓                                                |
| 10.龍貓（）         | 作曲．編曲：久石讓                                                |
| 11.塚森裡的大樹（） | 作曲．編曲：久石讓                                                |
| 12.迷路的小孩（）   | 作曲．編曲：久石讓                                                |
| 13.風之通道（）     | 作曲．編曲：久石讓                                                |
| 14.雨下的龍貓（）   | 作曲．編曲：久石讓                                                |
| 15.月光下的飛行（） | 作曲．編曲：久石讓                                                |
| 16.小梅不見了（）   | 作曲．編曲：久石讓                                                |
| 17.貓巴士（）       | 作曲．編曲：久石讓                                                |
| 18.放心了（）       | 作曲．編曲：久石讓                                                |
| 19.鄰家的龍貓（）   | 作詞：宮崎駿 作曲．編曲：久石讓 演唱：井上杏美                    |
| 20.散步（）         | 作詞：中村李枝子 作曲．編曲：久石讓 演唱：井上杏美&杉並兒童合唱團 |

## 聲演
| 配音                     | 配音     | 配音          | 配音          | 配音              | 配音                                              | 配音                | 配音            | 角色                             |
| 日本                     | 台灣     | 香港 （安樂） | 香港 （洲立） | 中國大陸 （舊版） | 中國大陸 （新版）                                 | 美國 （特罗马）     | 美國 （迪士尼） | 角色                             |
| ------------------------ | -------- | ------------- | ------------- | ----------------- | ------------------------------------------------- | ------------------- | --------------- | -------------------------------- |
| 日高範子                 | 傅其慧   | 黃麗芳        | 潘芳芳        | 陳紅              | 趙一楠                                            | Lisa Michaelson     | 達科塔·芬妮     | 草壁月（サツキ）                 |
| 坂本千夏                 | 陳若甄   | 盧素娟        | 郭碧珍        | 曹熙              | 楊鳴                                              | Cheryl Chase        |                 | 草壁梅（メイ）                   |
| 糸井重里                 | 康殿宏   | 林國雄        |               | 劉大航            | 孟令軍                                            | Gregory Snegoff     | 提姆·達利       | 草壁達郎                         |
| 島本須美                 | 王彬     |               |               | 林美玉            | 秦嵐                                              | Alexandra Kenworthy | 莉亞·莎隆嘉     | 草壁靖子（くさかべやすこ）       |
| 高木均                   | 使用原音 | 使用原音      | 使用原音      | 使用原音          | 使用原音                                          |                     | 法蘭克·瓦爾克   | 龍貓（トトロ）                   |
| 龍田直樹                 | 使用原音 | 使用原音      | 使用原音      | 使用原音          | 使用原音                                          |                     | 法蘭克·瓦爾克   | 貓公車（ネコバス）               |
| 北林谷荣                 | 崔幗夫   |               |               | 隋桂鳳            |                                                   |                     | 派特蒂·卡洛     | 勘太的奶奶（カンタのばあちゃん） |
| 雨笠利幸                 |          | 馮錦堂        |               | 孟麗              |                                                   | Kenneth Hartman     | 保羅·巴切爾     | 大垣勘太（カンタ）               |
| 丸山裕子                 | 陳季霞   |               |               |                   |                                                   |                     |                 | 勘太的母親（カンタの母）         |
| 廣瀨正志                 | 陳幼文   |               |               |                   |                                                   |                     |                 | 勘太的父親（カンタの父）         |
| 鷲尾真知子               | 陳季霞   |               |               |                   |                                                   |                     |                 | 學校老師                         |
| 神代知衣                 | 李明幸   |               |               |                   |                                                   |                     | 布蘭妮·斯戴爾   | 小滿（ミッちゃん）               |
| 千葉繁                   |          |               |               |                   |                                                   |                     |                 | 割草人                           |
| 鈴木黎子                 |          |               |               |                   |                                                   |                     |                 | 本家的老奶奶                     |
| 中村大樹                 | 姜先誠   |               |               |                   |                                                   |                     |                 | 電動三輪車上的男人               |
| 水谷優子                 | 陳季霞   |               |               |                   |                                                   |                     |                 | 電動三輪車上的女人               |
| 西村朋紘                 | 姜先誠   |               |               |                   |                                                   |                     |                 | 快遞                             |
| 平松晶子                 |          |               |               |                   |                                                   |                     |                 | 列車長                           |
| TARAKO 大谷育江 石田光子 |          |               |               |                   | 王曉巍 隋桂風 紀燕芳 王利軍 牟珈論 楊波 趙鑫 高晗 |                     |                 | 其他角色（その他）               |

## 製作人員

### 動畫製作
| 製作                 | 製作                 | 德間康快 |
| 音樂                 | 音樂                 | 久石譲 |
| 作畫監督             | 作畫監督             | 佐藤好春 |
| 原畫                 | 原畫                 | 丹内司、大塚伸治、篠原征子、遠藤正明、河口俊夫、田中誠、金田伊功、近藤勝也、二木真希子、山川浩臣、田川英子 MADHOUSE 新川信正、岡村豐、工藤正明 |
| 動畫檢查             | 動畫檢查             | 立木康子、舘野仁美 |
| 動畫                 | 動畫                 | 坂野方子、コマサ、諸橋伸司、大谷久美子、槇田喜代子、田中立子、松井理和子、服部圭一郎、水谷貴代、椎名律子、遠藤ゆか、尾崎和孝、手島晶子、岩柳恵美子、宮崎渚、前田由加里、竹縄尚子、岡部和美、新留理恵、岡田正和 山懸亜紀、日暮恭子、渡辺恵子、福冨和子 Studio Fantasia 吉田肇、長野順一、大田正之、北村直樹、山本剛 アニメトロトロ 山浦由加里、伊藤広治、石井明子、川村忠輝 ドラゴンプロダクション |
| 美術                 | 美術                 | 男鹿和雄 |
| 背景                 | 背景                 | 松岡聰、野崎俊郎、太田清美、吉崎正樹、武重洋二、菅原紀代子、山川晃、伊奈淳子、松浦裕子 小林工作室 木村真二、白石誠、松室剛、大塚伸弘、田中貞彦 アトリエブーカ 金子英俊、田村恵子 |
| 特殊效果             | 特殊效果             | 谷藤薫児 |
| 色彩主管             | 色彩主管             | 保田道世 |
| 色彩設計 色指定      | 色彩設計 色指定      | 水田信子 |
| 完成檢査             | 完成檢査             | 本橋政江、立山照代、成田賢二、中村美和子 |
| 完成                 | 完成                 | スタジオキリー 岩切紀親、西牧道子、高橋直美、渡辺信子、渡部真由美、大出美智子、森沢千代美、吉田久、山村及利子、大川直子、工藤百合子、高木夕紀、原田徳子、梶田とよ子、米井フジノ、高橋愛子、柳登紀、岡美代子、山根文、田中初江 太田美智子、安達順子、藤野洋子、村田佳子 スタジオステップ 京野由紀、朝日朋子、塙洋美、沢内順美、鈴木怜子、渋谷礼子、竹倉博恵                                        |
| 完成協力             | 完成協力             | スタジオルンルン、童夢舎、スタジオビーム、スタジオ雲雀、協栄プロダクション、グループジョイ、トランスアーツ |
| 攝影                 | 攝影                 | 白井久男 |
| 攝影                 | 攝影                 | スタジオコスモス 黑田洋一、池上元秋、前原勝則、鈴木典子、大藤哲生、佐伯清、池谷和美、野口博志、伊藤寛、難波充子、杉山知子、鈴木克次、池上伸治 |
| 音響製作             | 音響製作             | Omnibus Promotion |
| 音響監督             | 音響監督             | 斯波重治 |
| 音響補佐             | 音響補佐             | 浅梨なおこ |
| 整音                 | 整音                 | 井上秀司 |
| 整音助手             | 整音助手             | 住谷真、福島弘治、大谷六良 |
| 音響効果制作         | 音響効果制作         | E&M Planning Center |
| 音響效果             | 音響效果             | 佐藤一俊 |
| 音響効果助手         | 音響効果助手         | 小野弘典 |
| 台詞編集             | 台詞編集             | 依田章良 |
| 音樂製作             | 音樂製作             | ワンダーシティ |
| 音樂製作人           | 音樂製作人           | 三浦光紀 |
| 音樂總監             | 音樂總監             | 渡邊隆史、三宅明夫 |
| 工程師               | 掌握 紀錄            | 大川正義 |
| 工程師               | 助手                 | 浜田純伸、沖津徹 |
| CD製作               | CD製作               | 德間日本傳播 |
| 錄音室               | 音樂收録             | WonderCorporation、日活調布撮影所 |
| 錄音室               | 台紙收錄             | Tokyo Television Center |
| 編輯                 | 編輯                 | 瀨山武司 |
| 編輯助手             | 編輯助手             | 足立浩 |
| 演出助手             | 演出助手             | 遠藤徹哉 |
| 製作擔當             | 製作擔當             | 田中榮子 |
| 製作台               | 製作台               | 木原浩勝、川端俊之 |
| 製作進行             | 製作進行             | 伊藤裕之、鈴木高明 |
| 完成技術協力         | 完成技術協力         | 城西デュプロ 村尾守 |
| 沖洗                 | 沖洗                 | 東京沖洗所 |
| DOLBY STEREO技術協力 | DOLBY STEREO技術協力 | 極東コンチネンタル株式会社 森幹生 |
| 工作室               | 工作室               | 吉卜力工作室 |
| 執行製片人           | 執行製片人           | 原徹 |
| 原作 腳本 監督       | 原作 腳本 監督       | 宮崎駿 |

### 製作委員會
| 總指揮     | 德間康快 |
| 代表委員   | 山下辰巳 |
| 推進委員   | 加藤博之 |
| 製作人     | 亀山修 |
| 實行委員   | 德間書店 小金井道宏金子彰、粕谷昌宏、朝生茂、佐々木崇夫、田所稔、大塚勤、白石彦五郎、小鷹久義、小林智子、横尾道男、坪地義雄、吉田哲彦 |
| 企劃協力   | Animage編集部 尾形英夫、鈴木敏夫 |
| 宣傳製作人 | 有正真一郎 |
| 宣傳顧問   | 堀内實三 |
| 文宣       | 糸井重里 |
| 宣傳協力   | 博報堂 |
| 發行       | 東宝 |

### 英語翻譯版
- 特羅馬版本

| 翻譯 監督 | 格雷戈里·斯內戈夫 |
| 製作人    | 卡爾·梅塞克       |
| 製作      | 特羅馬娛樂        |
| 配給      | 二十世紀影業      |

- 華特迪士尼版本

| 翻訳            | 辛蒂·戴維斯 唐納德·H·休伊特 卡爾·梅塞克           |
| 攝影            | 馬克·亨利                                         |
| 錄音            | 湯姆·E·達爾 蘭迪·科平格 小富蘭克林·瓊斯 杜克·凱恩 |
| 整音            | 佩特拉·巴赫 威廉·科馬爾                           |
| 製作擔當        | 大衛·卡迪夫                                       |
| 製作人          | 內德·洛特 卡爾·馬切克                             |
| 瑞克·丹普希     |                                                   |
| 演員選角員 導演 | 內德·洛特                                         |
| 製作 配給       | 華特迪士尼家庭娛樂公司                            |

## 上映
製片過程中，《龍貓》同時與高畑勳執導的《螢火蟲之墓》進行製作。其中《龍貓》的製作由執行製片人德間康快資助，而且被安排和《螢火蟲之墓》在1988年4月16日同一場次上映。兩部電影上映後，被譽為「電影觀眾所見過『最感人』和『最引人注目』的雙電影」。

### 票房
在日本，《龍貓》於1988年首先售出了801,680張電影票，儘管觀眾約動員80萬人。然而該片在票房方面並不順利，僅達5.88億日元的分銷收入，遠低於《風之谷》的成績（因此這次失利也導致後來為了資金回收而製作《魔女宅急便》）。
據影像研究員葉精二透露，截至2005年，該電影在日本的票房總收入達到了11.7億日元（約合1060萬美元）。在法國，自1999年以來，《龍貓》已售出了429,822張電影票。
自2002年以來，該電影已多次在國際上發行 。截至2002年，該電影在全球的總票房為3047.67萬美元。 《南華早報》在2021年的一篇報導中稱，《龍貓》的總票房收入超過了4100萬美元。
在日本原始上映後三十年，《龍貓》在於2018年12月在中國上映。這一延遲是由於中日之間長期存在的政治緊張關係、盜版問題嚴重、以及許多中國人已經熟悉宮崎駿電影的緣故。在2018年12月16日結束的首個週末，《龍貓》在中國的票房收入達到了1300萬美元，位居票房排行榜第二，僅次於好萊塢電影《水行俠》，超過寶萊塢電影《印度合伙人》位列第三。到第二個週末，該電影在中國的票房收入已達到了2000萬美元。截至2019年2月，該電影在中國的總票房收入達到了2579.86萬美元。

### 英語配音版
1989年，美國公司精簡圖片專門為日本航空的飛行電影製作《龍貓》的獨家英文配音版本。 1993年4月，特羅馬娛樂以其子品牌50th St. Films的名義發布了該電影的配音版本。特羅馬版本的《龍貓》歌曲由卡桑德拉·拜拉（Cassie Byram）演唱。
2004年，华特迪士尼影片製作了《龍貓》的新版英文配音版本，並在特羅馬版本的配音權過期後發行。與迪士尼對宮崎駿其他電影的英文配音一樣，迪士尼版本的《龍貓》擁有眾多明星聲優，包括達科塔·芬妮和艾丽·范宁分別為皋月和梅配音，提姆·達利為草壁一郎配音，帕特·卡罗尔為奶奶配音，莉亞·莎隆嘉為草壁夫人配音，弗兰克·维尔克為龍貓和貓巴士配音。新配音版本的歌曲保留了早期版本的翻譯，但由索尼婭·伊薩克斯演唱。迪士尼的配音版本由里克·登普西執導，他是迪士尼負責公司配音服務的高管，編劇為唐和辛迪·休伊特，他們還為吉卜力工作室的其他配音版本進行編寫。
迪士尼的英文配音版本於2005年10月23日首映；它在2005年好萊塢電影節上放映。特纳经典电影频道（TCM）在2006年1月首播了迪士尼的新英文配音版本，作為對宮崎駿的致敬的一部分。TCM同時播放了配音版本和原版日語電影，並帶有英文字幕。迪士尼版本於2006年3月7日在美國發行DVD。在澳洲，麥德曼娛樂於2006年3月15日發布了英文配音版本 。
2023年，為慶祝該電影上映35週年，該片在美國970個地點重新上映，分別提供帶英文字幕的日語版和英文配音版的放映。

### 家庭媒體
德間書店於1988年8月發行了《龍貓》的VHS和LaserDisc版本。好萊塢家庭娛樂日本（現華特迪士尼家庭娛樂日本）在1997年6月27日重新發行了VHS版本，作為他們的「吉卜力」系列的一部分 。迪士尼於2012年在日本發行了藍光光盤版本。
在2004年特羅馬版本的配音權過期後，華特迪士尼家庭娛樂於2006年3月7日重新發行了DVD版電影，包括迪士尼新製作的英文配音版本和原版日語版本。公司還在2010年3月2日重新發行了《龍貓》、《天空之城》和《魔女宅急便》，更新了封面藝術以突出吉卜力工作室，與美國版DVD和藍光光盤版《波妞》的首次亮相同時。迪士尼於2013年5月21日再次以藍光光盤版本發行《龍貓》。 GKIDS於2017年10月17日重新發行了藍光光盤和DVD版本。
截至2012年4月，《龍貓》在日本的VHS和DVD共售出350萬套，相當於約161億元日元（合2.02億美元），平均零售價為4600日元（DVD為4700日元，VHS為4500日元）。在美國，該電影於1996年前售出了超過50萬套VHS版本，2010年後的DVD版本售出了另外380萬套，截至2018年10月在美國的總收入為6450萬美元。
在英國，該電影的吉卜力工作室紀念版發行連續五年入選年度十佳外語電影家庭媒體名單，2015年排名第七名，2016年和2017年排名第六名，2018年排名第一名，2019年排名第二名，僅次於《神隱少女》。
中文圈的双碟版DVD，台湾由博伟发行。中文版、日文版VCD，中国大陆由泰盛世纪文化发行BD和DVD。本片中文版由台湾華特迪士尼影業负责配音，但在早期的录像带上另外有至少一种配音。本片中国公映版配音沒有發行過DVD或VCD。

## 評價
| 媒體           | 累積評分 |
| -------------- | -------- |
| AllMovie       | [ 110 ]  |
| MUBI           | 8.6/10   |
| 爛番茄         | 93/100   |
| 網路電影資料庫 | 8.1/10   |

《龍貓》在各界評論獲得廣泛好評。根據評論聚合網站爛番茄的統計，57位影評人中有93%對該片持正面評價，平均評分為8.4/10。該網站的共識評價是：「《龍貓》是一部溫馨、感人的傑作，捕捉了童年的簡單優雅。」。Metacritic使用加權平均值，根據15位影評人的評論，給予該片86分（滿分100分），表示「普遍讚譽」。
2020年12月，《時代雜誌》列出50部在串流媒體撥放適合闔家觀賞的電影（英語：Family Movies）佳片，本片榜上有名。2022年4月，日本網路雜誌「Japan Web Magazine」評選30部不限年份的最佳日本動畫電影，《龍貓》排名第6名。同年於《Paste (magazine)》評選前100名不限年份的最佳日本動畫電影中，排名第9名。本片在2022年5月Metacritic列出的影史百大動畫電影排名中名列第38名。
2023年3月，本片在爛蕃茄發表「根據爛番茄評論家評比，100部不限時間的最佳日本動畫電影」排行榜名列第17名。

### 日本評價
宮崎駿長年工作搭檔及前輩高畑勳曾於短文「愛的火花」上提及「《龍貓》是宮崎駿帶給社會大眾的一份恩澤，這部作品讓人往後看到森林時；願意打從心裡相信龍貓確實就藏在裡頭，可說是世上少有的美妙體驗」。
2001年，日本雜誌《Animage》在其「百大動畫作品」排行榜中將《龍貓》排名第45位。該片在《视与听》雜誌影評人票選的有史以來最偉大電影中，獲得動畫片最高排名，並位列第154位。2022年，該雜誌將該片列為世界第72位最偉大的電影，成為該榜單中唯二的動畫電影之一。
《龍貓》在2009年的《電影旬報》「有史以來最偉大的日本動畫電影」榜單中排名第三，在2010年的《帝國雜誌》「世界電影100佳電影」榜單中排名第41位，在類似的帝國雜誌兒童電影最佳榜單中排名第二，並在《時代雜誌》的最佳動畫電影榜單中名列第一；該雜誌編輯的另一類似榜單則將該片排名第三位。
日本導演黑澤明將《龍貓》列為他最喜愛的「100部電影」之一，並表示「我非常喜歡貓巴士」。
青井汎認為此電影受到1973年西班牙電影《蜂巢的精靈》的影響。

### 海外評價
在日本海外方面的評價；美國《芝加哥太陽報》的影評人羅傑·艾伯特將《龍貓》列為他的「偉大電影」之一，稱其為「宮崎駿精心製作的作品之一」。在他的評論中，伊伯特表示這部電影「建立在經歷、情境和探索之上，而非衝突和威脅」，並補充道：
《龍貓》之所以能夠贏得全球觀眾的喜愛，不僅僅是因為它溫暖的心靈，還因為它通過對兩個非常真實、栩栩如生的小女孩的觀察，充滿了人性化的喜劇元素......這部電影有點悲傷，有點可怕，有點令人驚訝，也有點富有啟發性，就像生活本身一樣。它依靠情境而非劇情，並表明生命的奇妙和想象力的豐富，足以提供你所需要的所有冒險。
英國導演泰瑞·吉連將《龍貓》評為史上最佳50部動畫電影裡的首位。《紐約時報》的斯蒂芬·霍爾登（Stephen Holden）則描述《龍貓》是「看起來非常華麗」，並相信這部動畫「散發著魔法」時是「非常迷人的」。然而，即使有這些正面評價，他認為這部電影有太多僵硬與機械式的對白。
《衛報》的史蒂夫·羅斯給予這部電影高度評價，給予五顆星，讚揚宮崎駿「豐富、明亮、手繪」的動畫風格，並形容其充滿「良善的靈性、伊甸園般的純真和歡欣鼓舞的探索，皆根源於細緻入微的現實」。《Time Out》雜誌的特雷弗·約翰斯頓也給予這部電影五顆星的評價，稱讚其「精緻的氛圍描繪」，以及上半部分「巧妙地捕捉了神秘感和寧靜感」。《伦敦旗帜晚报》夏洛特·奧薩利文則稱讚了這部電影的魅力，但同時表示與《神隱少女》相比缺乏複雜性。
《Slant》雜誌的喬丹·克朗克給予這部電影三星半的評價，但表示它「缺乏宮崎更具前瞻性的幻想元素」。在1996年的電影指南《看過了，現在怎麼辦？》中，《龍貓》獲得「A」等級。該指南稱這部電影是一部「迷人的、華麗動畫的自然世界視角，充滿童心般的驚奇」，並指出它適合年幼的孩子觀看，同時也是「電影愛好者中的長青樹」。
英語配音版部分，1993年的翻譯版本並未像2006年的翻譯版本那樣受到好評。《綜藝》雜誌的萊納德·克拉迪寫道，1993年翻譯版展現了「合格的電視技術工藝」，特點包括「柔和的粉彩色調、同質化的圖片風格和乏味的故事情節」。克拉迪將這部電影的環境描述為「明顯是針對國際觀眾」，但呈現了一種混淆而不是迷人的文化結合。
《Sight & Sound》雜誌的馬修·雷蘭在2006年DVD版本進行了評論，他評價說：「宮崎的家庭寓言幾乎沒有張力、衝突和情節轉折，但從頭到尾都迷人......讓觀眾記憶猶新的是女孩們的行為讓人信服，她們在新環境中工作、遊戲和安頓下來。」雷蘭稱讚了電影的DVD轉換，但指出這張光碟缺少關於電影製作的內容，而過多的是分鏡板。在久石讓的《龍貓》原聲帶的評論中，原邦男讚揚了這份配樂，將歌曲《隔壁的龍貓》形容為該電影的「聲音象徵」。原還評論道，這些音樂「喚起了對過去的思念情懷」。

## 影響

### 在日本的地位
原先《龍貓》在當時的票房成績雖未特別起眼，但1989年4月28日之後，日本電視台的《週五Load SHOW》節目上，每年夏天及最新作品公開前夜均會播放《龍貓》，每次都取得了高收視率。自1998年以來，該片每隔兩年在電視上播放一次。
《龍貓》的角色商品在電影上映時推出了第一款公仔，共銷售了666,920個。1989年末，Sun Arrow推出了另一款公仔，並在1990年《龍貓》電視放映時作為觀眾禮物派送，結果日本電視台收到了200萬封申請信件。截至1991年2月，Sun Arrow所推出的「龍貓」公仔，大龍貓共售出約100萬個，中龍貓和小龍貓共售出約60萬個，其他款式共售出約50萬個（合計約210萬個）。
自《龍貓》上映以來，經授權的龍貓商品在日本銷售了數十年。1999年，授權商品的總銷售額達到109.7億日元，2003年至2007年間達到560.8億日元，2008年至少為41億日元，而2010年至2012年間則達到199.6億日元[100]
鈴木敏夫形容龍貓的角色人氣和商品銷售狀況都是「最賺錢的」替吉卜力帶來大筆利潤。值得一提的是，鈴木和宮崎原本對角色商品持否定態度，但後來是因為前述Sun Arrow公司的相關人員帶來了樣本，樣本的品質非常好，宮崎才批准推出。龍貓作為定型角色帶動往後吉卜力將電影角色商品化販售的策略，龍貓後來也成為代表吉卜力工作室的徽號及吉祥物，並在之後每一部吉卜力影片的片頭出現，並在之前的作品被製成錄影帶或DVD時，也會加入這一主題。
1997年6月27日，由博偉家庭娛樂公司發行的VHS版本推出，推出後約一個月內銷售100萬份。隨後博偉於於2001年9月28日發行DVD版本。這版本也在OriconDVD排行榜上創下了前所未有的連續500週入榜紀錄，並為日本國內銷量最高的動畫作品中的第四部作品，突破100萬張的銷量。

#### 相關地點

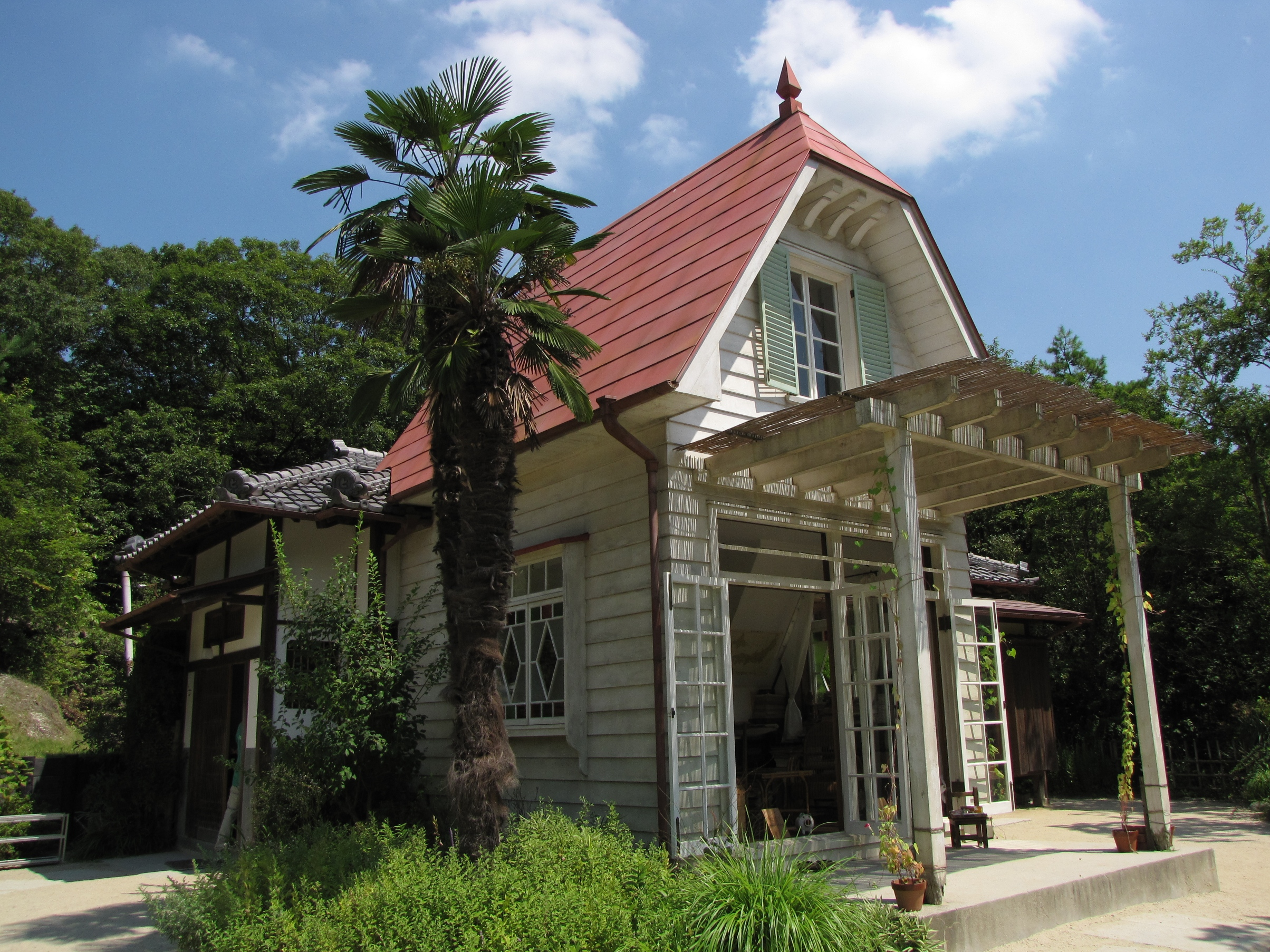
「皋月和梅的家」（2005年日本愛知萬國博覽會）

- 於長久手市2005年3月開幕的日本愛知萬國博覽會裡，展出了「皋月和梅的家」，忠實重現《龍貓》中皋月和梅所住的房子。該展覽點需要事前預約才能參觀，並在展覽前數月就已經被預約一空，該建築現作為吉卜力樂園的設施開放參觀。[151]

- 大分縣佐伯市的地區「轟」，因地名拼音與「龍貓」（TO．TO．RO）相同，而在當地一帶的巴士站擺設龍貓相關角色的看板及作品。[152]
- 九州日豐本線的小站「土土呂車站」；其站名拼音與「龍貓」相同。
- 東京都杉並區的阿佐谷北一帶，有著宮崎駿在著作《龍貓的住家》及《讓龍貓喜愛令人懷念的住家》裡成為書中插圖範本的建物。這所房子建於1924年（大正13年），由東京市震災復興局的近藤謙三郎設計，建物的附近一帶曾被提議規劃為公園，原本杉並區打算購買這所房子，保留作為公園使用，但在2009年2月14日遭人縱火而毀損。[153]。隨後的重建計劃被取消，但根據宮崎駿的設計草圖，這個地方將重建為一個公園。2010年7月25日，這個地方以「A桑的庭院（日语：Aさんの庭）」的名稱重新開放。
- 埼玉縣狹山丘陵一帶的森林因被作為《龍貓》裡參考的自然場景，而被稱呼為「龍貓之森」。[154]

### 流行文化
《龍貓》讓日本動畫成為世界矚目的焦點，也讓宮崎駿踏上成功之路。《龍貓》當中的核心角色龍貓在日本兒童之間就像小熊維尼對於英國兒童一樣知名。《獨立報》認為龍貓是歷史上最偉大的卡通角色之一，並形容牠是「純潔且令人敬畏，龍貓比任何宮崎駿創作的其他生物更能吸引兒童的無邪心靈與魔法。」
日本倡議里山地景和琦玉縣保育的「龍貓市鎮基金」用龍貓作為吉祥物。這項活動創始於1990年，之後在2008年8月於皮克斯動畫工作室主辦一次拍賣活動，並銷售超過210件有關龍貓的繪畫、插圖與雕刻。
龍貓的雕刻也在後來許多的吉卜力的作品中出現，包括《紅豬》、《魔女宅急便》與《心之谷》。除了吉卜力工作室的作品以外，也有許多其他的動畫出現這樣的雕刻，例如庵野秀明執導的電視動畫《男女蹺蹺板》，他曾參加《風之谷》的製作，並將宮崎駿當成目標。
也有一些其它地區的動畫以龍貓作為致意或惡搞的題材，如美國喜劇中心頻道的《卡通明星實境秀》（Drawn Together）、或是《南方公園》於2010年11月3日播映的「Mysterion Rises」，將《龍貓》劇情裡頭草璧梅在大樹洞裡遇見龍貓的橋段；套用在劇情裡角色阿ㄆㄧㄚˇ與邪神克蘇魯初次見面的一幕。
與吉卜力工作室有往來關係的美國皮克斯動畫工作室，將《龍貓》裡頭草壁姊妹與龍貓一同在雨中樹陰下的一幕，改編繪製成《怪獸電力公司》的角色「毛怪」及「大眼仔」一同與龍貓在雨中樹陰下的海報並贈與給吉卜力。另外也在2010年動畫《玩具總動員3》將龍貓設定為劇中串場角色之一，該作品執行製片人及身兼宮崎駿友人的約翰·拉薩特對此一安排表示「我們希望宮崎駿先生及吉卜力的各位；能從這一點發現到他們的存在對於我們（皮克斯）具有多麼重大的意義」。
小行星帶的小行星 10160（由小林隆男於1994年發現）也是以龍貓來命名。

### 榮譽
| 年份   | 標題     | 獎項            | 類別                 | 結果 |
| ------ | -------- | --------------- | -------------------- | ---- |
| 1989年 | 《龍貓》 | 電影旬報十佳獎  | 日本十大電影         | 獲獎 |
| 1989年 | 《龍貓》 | 電影旬報十佳獎  | 讀者選出日本十大電影 | 獲獎 |
| 1989年 | 《龍貓》 | 電影旬報十佳獎  | 日本電影導演獎       | 獲獎 |
| 1989年 | 《龍貓》 | 每日電影獎      | 最佳電影             | 獲獎 |
| 1989年 | 《龍貓》 | 每日電影獎      | 大藤信郎賞           | 獲獎 |
| 1989年 | 《龍貓》 | 藍絲帶獎        | 特別獎               | 獲獎 |
| 1989年 | 《龍貓》 | Animage動漫大獎 | Anime Grand Prix     | 獲獎 |

- 1988年度第12屆山路文子電影獎：最佳電影獎
- 1998年度第13屆報知電影獎：最佳導演獎
- 1988年度第24屆電影藝術十大電影：日本電影第1名
- 1988年度日本電影Japanpen：年度五大作品、日本繪畫部門第2名
- 1998年度昭和63年（第39回）藝術選獎文部大臣獎
- 1998年度昭和63年厚生省・中央兒童福利委員會（日语：中央児童福祉審議会）特別推薦
- 1988年度Cine-Front雜誌十大電影：日本十大電影第1名
- 1988年度全國電影協會獎：最佳電影獎、最佳導演獎
- 1989年第10屆橫濱電影節：年度10大優秀電影第2名
- 1989年第20屆星雲獎多媒體部門
- CityRoad週刊讀者票選1998年Best10：最佳日本電影第1名、最佳導演第3名
- 1998年度第6屆日本動畫大賞：ATOM獎、最優秀作品獎、脚本部門最優秀獎、美術部門最優秀獎、主題歌部門最優秀獎
- 1998年第11屆《Animage》作品獎第1名
- 2010年英國《Empire》雜誌評選：世界前100大電影第41名[168]
- 第3屆AVA國際映像Softair:影像部門動畫獎
- 第29屆優秀電影鑑賞會會員選出十大電影：日本電影第4名
- 藝術選獎藝術作品賞
- 文化廳優秀電影製作獎勵金交付作品
- 入圍土星獎最佳類型視訊獎

## 雜談
- 中国大陆曾于1989年引进并由长春电影制片厂译制该片，当时的译名为《邻居托托罗》。此后，中国大陆又于1992年引进了《天空之城》和《风之谷》[169]，但这三部电影均没有公映[4]。
- 動畫中勘太的學校作業簿上、有著昭和時期漫畫家杉浦茂（日语：杉浦茂）風格的塗鴉，為原畫製作成員之一的篠原征子所補充上去。[25]
- 梅與皋月的媽媽患上結核病的設定某程度上具有自傳意味，因為宮崎駿的母亲从1947年开始罹患肺结核，在病床上躺了九年，开始的几年都在医院裡度过，而自己需負責打理一切家務。[170][171][172]
- 皋月讓媽媽替她梳頭的橋段為製作人員木原浩勝的一名女性友人實際經歷。[173]
- 作品中煤炭球發出來的聲音是從一些錄製俾格米人的音訊樣本經由加工後作出來的音效。[174]
- 作品的企劃人之一尾形英夫在此作品的試映會結束後，僅表示「片尾前草壁姊妹與媽媽一起洗澡的那幅畫畫得很好」這樣的簡單心得而讓宮崎駿不悅，而當時也在場的高畑勳之後分析原因也許是出在「動畫中修飾過的鄉村生活，無法讓實際出生在鄉村的尾形英夫產生認同感」。[175]
- 數年前[何时？]於網路上流傳有「龍貓實際上為死神」的都市傳說，吉卜力工作室则在2007年5月的官方日誌中否認了此传闻。[176][需要較佳来源]
- 台灣情境喜劇我們一家都是人「清流工廠」也曾以龍貓為主題藍本，藉由戲劇笑談龍貓布偶造成每個人的影響。
- 香港上映的版本對主角一家的譯名十分逗趣搞笑的，其姓氏改譯為大卷而主角姐妹則改譯為草子和次子，諧音和草紙與廁紙相近，草紙和廁紙其實都是衛生紙的意思。迄今原始譯名仍然繼續在正版的DVD與VCD使用。

## 其他媒體

### 書籍
1988年5月，德間書店推出一套四冊的漫畫書，直接使用《龍貓》片中的彩色圖像和線條。這系列漫畫書獲得了北美地區的碧日授權，在2004年11月10日至2005年2月15日期間推出了英文版。
此外，還有一本針對年幼兒童的圖畫書，內容基於電影在1988年6月28日由德間出版發行，英文版於2005年11月8日由碧日發行，該書共長111頁。德間出版社後在1988年7月15日推出了另一本176頁的藝術畫冊，其中收錄電影的概念藝術和製作人員的訪談內容，而英文版則於2005年11月8日由碧日出版。
2013年，碧日出版了一本輕小說，由久保つぎこ撰寫，宮崎駿繪製插圖。

### 續作
《龍貓》的續集名為《梅與小貓巴士》，這是一部十三分鐘的作品，由宮崎駿撰寫和執導。這部續集中，小梅的配音再次由坂本千夏擔綱，宮崎駿也為劇中登場的龍貓及老貓巴士配音，故事圍繞原電影中的角色草壁梅展開，描述了她與小貓巴士及其他貓類車輛在一夜間的冒險。
該短片於2003年首次在日本發布，後來在三鷹之森吉卜力美術館定期放映，但並未在家庭影像中發布。

### 舞台劇
2022年5月，皇家莎士比亞劇團與作曲家久石讓合作，宣布將《龍貓》改編為舞台劇，並在2022年10月8日至2023年1月21日期間於倫敦巴比肯藝術中心上演。這部舞台劇由英國劇作家湯姆·摩頓-史密斯改編，由不可能劇團的費利姆·麥克德莫特執導。
門票於2022年5月19日開售，當天的票房銷售打破了2015年本尼迪克特·康伯巴奇主演的《哈姆雷特》的票房紀錄。此外，音樂劇將於2023年3月30日在巴比肯中心再度上演
。

### 引用
1. ↑  .   [2019-06-27]. （原始内容存档于2019-06-27）.
2. ↑  . Toronto International Film Festival.   [July 15, 2017]. （原始内容存档于June 5, 2017） （英语）.
3. ↑  . Walkerplus.   [2013-09-03]. （原始内容存档于2014-02-22） （日语）.
4. 1 2  . BBC. 2018-12-14  [2019-01-01]. （原始内容存档于2019-01-06）.
5. 1 2  . British Film Institute.   [July 13, 2017]. （原始内容存档于July 26, 2017）.
6. 1 2  . Empire.   [November 8, 2015]. （原始内容存档于September 24, 2015）.
7. 1 2 3 4  :10頁
8. ↑  ：83頁
9. ↑  吳孟庭. . ETtoday新聞雲. 2021-01-15. （原始内容存档于2022-06-04）.
10. ↑  孫伊萱. . 中國時報. 2021-01-15. （原始内容存档于2021-02-02）.
11. ↑  出發點：478頁
12. ↑  『絵コンテ集』，第431-432頁.
13. ↑  . ハフポスト. 2022-08-19  [2023-07-21]. （原始内容存档于2023-05-12） （日语）.
14. ↑  ：96頁
15. ↑  ：97頁
16. ↑  ：98頁
17. ↑  ：100頁
18. 1 2 3 4 5 6 7 8 9 10 11  Watsuki, Nobuhiro. . VIZ Media LLC. 2005. ISBN 978-1591166986.
19. ↑  . Anime News Network. October 18, 2011  [August 13, 2012]. （原始内容存档于January 22, 2012）.
20. ↑  『絵コンテ集』，第436頁.
21. ↑  『絵コンテ集』，第440頁.
22. ↑  木原浩勝『ふたりのトトロ』講談社、2018年、p79。
23. ↑  宮崎 1996，第499頁.
24. ↑  『yom yom vol.61』 新潮社、2020年、p359。
25. 1 2  出發點：462頁
26. ↑  Kikuchi, Yoshiaki. . Daily Yomiuri. August 4, 2007.
27. ↑  出發點：464頁
28. ↑  ：167頁
29. 1 2  . International Herald Tribune-Asahi Shimbun. August 24, 2007.
30. ↑  . Entertainment Weekly. May 15, 2020  [May 13, 2020]. （原始内容存档于May 15, 2020）.
31. ↑  龙猫於Twitter.
32. ↑  『THE ART OF』 1988，第10頁.
33. ↑  『THE ART OF』 1988，第13頁.
34. 1 2 3  . ハフポスト. 2020-08-13  [2020-08-14]. （原始内容存档于2022-08-02）.
35. ↑  『絵コンテ集』，第432頁.
36. ↑  龙猫於Twitter.
37. ↑  宮崎 1996，第397頁，「企画書「となりのトトロ」」.
38. ↑  . 金曜ロードシネマクラブ. 2020-08-07  [2020-08-14]. （原始内容存档于2023-04-04）.
39. ↑  となりのトトロ（1988） Archive.today的存檔，存档日期2018-01-04（スタジオジブリ公式サイト　制作作品一覧）
40. ↑  .   [2023年7月21日]. （原始内容存档于2023年4月4日）.
41. ↑  「プロフェッショナル 仕事の流儀」、2008年8月5日
42. 1 2 3  Ogihara-Schuck, Eriko. . Jefferson, NC: McFarland. 2014: 81–83. ISBN 978-1-4766-1395-6.
43. ↑  Phillip E. Wegner. . English.ufl.edu. March 14, 2010  [August 13, 2012]. （原始内容存档于July 29, 2012）.
44. ↑  『型録 II』 1996，第21,29頁.
45. ↑  龙猫於Twitter.
46. 1 2  『ロマンアルバム』，第122頁.
47. ↑  映画『來自紅花坂』のパンフレット（企画のための覚書「コクリコ坂から」について「港の見える丘」より）
48. ↑  .   [2020-08-23]. （原始内容存档于2022-08-19）.
49. ↑  陣屋(3) （页面存档备份，存于） - マイナビ女子オープン中継ブログ・2016年4月12日
50. ↑  龙猫於Twitter.
51. ↑  『ジブリはこうして生まれた。』
52. ↑  . そうだ埼玉.com. 2018-06-12  [2023-07-21]. （原始内容存档于2023-07-21） （日语）.
53. ↑  メル凛子. . ポーチ. ソシオコーポレーション. 2012-09-28  [2020-06-28]. （原始内容存档于2023-05-04）.
54. 1 2  伊崎純子. . 白鴎女子短大論集 (白鷗大学女子短期大学部). 2006, 30 (1): 43–53. 已忽略未知参数|naid= (帮助)
55. ↑  龙猫於Twitter.
56. ↑  龙猫於Twitter.
57. ↑  『ロマンアルバム』，第28頁.
58. ↑  『ロマンアルバム』，第62頁.
59. ↑  『THE ART OF』 1988，第150頁.
60. ↑  佐々木隆. . ベストセラーズ. 2005. ISBN 978-4-5841-2082-8.
61. 1 2  龙猫於Twitter.
62. ↑  龙猫於Twitter.
63. ↑  .   [2023-07-21]. （原始内容存档于2023-08-04） （日语）.
64. ↑  . CD Japan. Neowing.   [September 30, 2008]. （原始内容存档于January 3, 2009）.
65. ↑  . Bloomsbury. February 6, 2020  [August 27, 2020]. ISBN 9781501345128. （原始内容存档于November 1, 2020）.
66. ↑  ：100頁
67. ↑  . Amazon.co.jp.   [2013-09-03]. （原始内容存档于2020-06-12） （日语）.
68. ↑  1996年，范曉萱翻唱《小魔女的魔法書I》專輯的「豆豆龍」
69. ↑  1996年，何妤玟翻唱《小顏妹+六休和尚》專輯的「歌迷的淚光」
70. ↑  1996年，范曉萱翻唱《小魔女的魔法書I》專輯的「讓愛發光」
71. ↑  . Amazon.co.jp.   [2013-09-03]. （原始内容存档于2020-06-12） （日语）.
72. ↑  McCarthy, Helen. . Stone Bridge Press. 1999: 43,120–121. ISBN 978-1-880656-41-9.
73. ↑  Kanō, Seiji.  Shohan. フィルムアート社 (Film Art Company). March 1, 2006: 124. ISBN 978-4845906871.
74. ↑  . World Bank. 2005  [19 June 2020]. （原始内容存档于January 31, 2021）.
75. ↑  . JP's Box Office.   [12 April 2022]. （原始内容存档于April 12, 2022） （法语）.
76. ↑  . Box Office Mojo.   [February 10, 2019]. （原始内容存档于October 26, 2018）.
77. ↑  . Box Office Mojo.   [January 11, 2020]. （原始内容存档于December 26, 2019）.
78. ↑  . South China Morning Post. 2021-03-14  [2023-06-05]. （原始内容存档于2023-10-12） （英语）.
79. ↑  . South China Morning Post. December 17, 2018  [June 15, 2019]. （原始内容存档于June 25, 2019）.
80. ↑  . Variety. December 17, 2018  [December 17, 2018]. （原始内容存档于December 19, 2019）.
81. ↑  Davis, Becky. . Variety. December 24, 2018  [December 24, 2018]. （原始内容存档于December 19, 2019）.
82. ↑  . Box Office Mojo.   [2023-03-24]. （原始内容存档于2019-12-26）.
83. ↑  . Kotaku. 2017-06-04  [2023-06-06]. （原始内容存档于2017-06-06） （英语）.
84. ↑  Non, Sergio. . IGN. 2005-01-25  [2023-04-30]. （原始内容存档于2023-05-16） （英语）.
85. ↑  . Official: Cassie Byram.   [2023-04-25]. （原始内容存档于2023-04-29） （美国英语）.
86. ↑  . Disney. 2018-02-06  [2023-04-25]. （原始内容存档于February 6, 2018）.
87. 1 2  . The Japan Times. 2005-10-26  [2023-02-26]. （原始内容存档于2023-03-26） （美国英语）.
88. ↑  Adachi, Reito. . Universal-Publishers. 2012  [2023-07-21]. ISBN 978-1-61233-948-1. （原始内容存档于2023-04-09） （英语）.
89. ↑  . Anime News Network.   [2023-02-26]. （原始内容存档于2023-03-27） （英语）.
90. ↑  . icv2.com.   [2023-02-26]. （原始内容存档于2023-03-27） （英语）.
91. ↑  Wilford, Lauren. . Rogerebert.com.   [2023-02-26]. （原始内容存档于2023-02-26） （英语）.
92. ↑  . Madman Entertainment.   [November 9, 2015]. （原始内容存档于August 30, 2014）.
93. ↑  . Anime News Network.   [2023-04-25]. （原始内容存档于2023-06-07） （英语）.
94. ↑  Barder, Ollie. . Forbes.   [2023-03-25]. （原始内容存档于2023-06-02） （英语）.
95. ↑  Comments, Jeremy Konrad |. . Bleeding Cool. 2023-03-16  [2023-04-20]. （原始内容存档于2023-04-20） （英语）.
96. 1 2  Hara, Kunio. . Bloomsbury Publishing USA. 2020-02-06  [2023-07-23]. ISBN 978-1-5013-4513-5. （原始内容存档于2023-02-28） （英语）.
97. ↑  Denison, Rayna. . Bloomsbury Publishing. 2015-10-22  [2023-07-21]. ISBN 978-1-4725-7676-7. （原始内容存档于2023-05-31） （英语）.
98. ↑  Lambie, Ryan. . Den of Geek. 2012-11-09  [2023-02-26]. （原始内容存档于2023-02-26） （美国英语）.
99. ↑  Ogihara-Schuck, Eriko. . McFarland. 2014-10-16: 102  [2023-07-21]. ISBN 978-0-7864-7262-8. （原始内容存档于2023-05-01） （英语）.
100. ↑  Carolyn Giardina. . The Hollywood Reporter. July 17, 2017  [July 17, 2017]. （原始内容存档于July 22, 2017）.
101. ↑  . MSN エンタメ (MSN). May 2, 2012. （原始内容存档于May 2, 2012）.
102. ↑  . Nausicaa.net.   [August 15, 2018]. （原始内容存档于February 25, 2018）.
103. ↑  Furniss, Maureen. . Indiana University Press. 2009: 46  [February 4, 2019]. ISBN 9780861969043. （原始内容存档于June 7, 2022） （英语）.
104. ↑  . The Numbers.   [December 17, 2018]. （原始内容存档于December 17, 2018）.
105. ↑   (PDF). United Kingdom: British Film Institute (BFI). 2016: 144  [25 April 2022]. （原始内容存档 (PDF)于May 20, 2022）.
106. ↑   (PDF). United Kingdom: British Film Institute (BFI). 2017: 140–1  [25 April 2022]. （原始内容存档 (PDF)于May 20, 2022）.
107. ↑   (PDF). United Kingdom: British Film Institute (BFI). 2018: 97–8  [25 April 2022]. （原始内容存档 (PDF)于May 28, 2022）.
108. ↑   (PDF). United Kingdom: British Film Institute (BFI). 2019: 103–4  [26 April 2022]. （原始内容存档 (PDF)于April 26, 2022）.
109. ↑  . United Kingdom: British Film Institute (BFI). 2020: 94  [30 April 2023]. （原始内容存档于30 April 2023）.
110. ↑  allmovie, ,   [2023-07-23], （原始内容存档于2023-07-23） （英语）
111. ↑  ,   [2023-07-23], （原始内容存档于2023-07-23） （英语）
112. ↑  Miyazaki, Hayao; Hidaka, Noriko; Sakamoto, Chika, , Tokuma Japan Communications, Studio Ghibli, Nibariki, 1990-07-13  [2023-07-23], （原始内容存档于2020-06-04）
113. ↑  Zipes, Jack; Greenhill, Pauline; Magnus-Johnston, Kendra. . Routledge. 2015-09-16  [2023-07-23]. ISBN 978-1-134-62820-9. （原始内容存档于2023-04-14） （英语）.
114. ↑  Merskin, Debra L. . SAGE Publications. 2019-11-12  [2023-07-23]. ISBN 978-1-4833-7554-0. （原始内容存档于2023-05-18） （英语）.
115. ↑  . Rotten Tomatoes. Fandango Media.   [March 11, 2023]. （原始内容存档于January 25, 2016）.
116. ↑  . Metacritic. CBS Interactive.   [July 11, 2020]. （原始内容存档于April 21, 2018）.
117. ↑  Dockterman, Eliana. . Time. 2020-12-24  [2020-12-24]. 原始内容存档于2022-09-28 （英语）.
118. ↑  . Japan Web Magazine. Japan Web Magazine. 2022-04-07  [2022-04-07]. （原始内容存档于2022-05-02） （日语）.
119. ↑  Egan，DeMarco, Toussaint，Jason. . The Washington Post. 2022-04-27  [2022-04-27]. （原始内容存档于2021-01-02）.
120. ↑  . Metacritic.   [2021-11-20]. （原始内容存档于2020-11-08） （英语）.
121. ↑  . 爛番茄. 2023-03-07  [2023-03-07]. （原始内容存档于2023-03-07）.
122. ↑  出發點：555頁
123. ↑  ：179頁
124. ↑  . Anime News Network. January 15, 2001  [March 10, 2013]. （原始内容存档于April 15, 2019）.
125. ↑  . BFI.   [2022-12-01]. （原始内容存档于2016-08-13） （英语）.
126. ↑  Ugwu, Reggie. . The New York Times. 2022-12-01  [2022-12-02]. ISSN 0362-4331. （原始内容存档于2022-12-01） （美国英语）.
127. ↑  Time Out's 50 greatest animated films, with added commentary by Terry Gilliam. Archived from the original October 9, 2009
128. ↑  . Nishikata Film Review.   [May 21, 2021]. （原始内容存档于May 21, 2021）.
129. ↑  . Empire.   [2022-03-03]. （原始内容存档于March 3, 2022）.
130. ↑  黒沢明「夢は天才である」 文藝春秋 1999年8月刊
131. ↑  Lee Thomas-Mason. . Far Out. Far Out Magazine. January 12, 2021  [10 June 2021]. （原始内容存档于June 10, 2021）.
132. ↑  宮崎駿的動漫密碼 / 青井汎著;胡慧文譯. 一版. 台北市 : 大地, 2009. ISBN 978-986-7480-99-6
133. ↑  . Suntimes.com. 2001-12-23. （原始内容存档于2009-02-18）.
134. ↑  Ebert, Roger. . Chicago Sun-Times. 2001-12-23  [2008-09-30]. （原始内容存档于February 2, 2013）.
135. ↑  . Timeout.com. （原始内容存档于2012-12-21）.
136. ↑  Holden, Stephen. . 紐約時報. 1993-06-14.
137. ↑  . The Guardian. 2013-05-23  [2022-03-03]. （原始内容存档于March 3, 2022） （英语）.
138. ↑  Johnston, Trevor. . Time Out Worldwide.   [2022-03-04]. （原始内容存档于March 4, 2022） （英国英语）.
139. ↑  . www.standard.co.uk. 2013-05-24  [2022-03-03]. （原始内容存档于March 3, 2022） （英语）.
140. ↑  Cronk, Jordan. . Slant Magazine. 2013-05-31  [2022-03-03]. （原始内容存档于March 3, 2022） （美国英语）.
141. ↑  Shaw, Andrea. . Simon and Schuster. 1996: 48  [2023-07-23]. ISBN 9780684800110. （原始内容存档于2023-04-08）.
142. ↑  Klady, Leonard. . Variety. May 6, 1993  [September 30, 2008]. （原始内容存档于February 19, 2009）.
143. ↑  Holden, Stephen. . The New York Times. June 14, 1993. （原始内容存档于February 26, 2017）.
144. ↑  Leyland, Matthew. . Sight & Sound. June 2006, 16 (6): 89.
145. ↑  スタジオジブリ責任編集『トトロがいっぱいTOTORO―1988-1995』1995年、徳間書店、193頁。ISBN 4-19-860269-7
146. ↑  『日經流通新聞』1991年2月16日付、8頁。
147. ↑  .   [2023-07-23]. （原始内容存档于2023-04-04）.
148. ↑  鈴木敏夫. . Yahoo!ニュース.  與長瀬千雅的访谈 (Yahoo). 2019-04-05  [2023-01-25]. （原始内容存档于2023-04-04）.
149. ↑  「ブエナビスタホームエンターテイメントのビデオソフト」『日經產業新聞』1997年11月11日、3面。
150. ↑  . 日テレNEWS24 (日本テレビ). 2011-07-27  [2023-03-30]. （原始内容存档于2014-07-25）.
151. ↑  . EXPO. （原始内容存档于2009-02-21）.
152. ↑  . WaShimo.   [2011-09-19]. （原始内容存档于2011-08-16）.
153. ↑  . Seikatsusha. 2009-02-14  [2011-09-19].[永久]
154. ↑  . Seikatsusha.   [2011-09-19]. （原始内容存档于2011-08-25）.
155. ↑  Pilling, David. . Financial Times. 2007-09-15.
156. ↑  Forbes, Dee. . The Independent. 2005-11-07.
157. ↑  Kobori, Hiromi; Richard B. Primack. . Ambio. June 2003, 32 (4): 307–311.
158. ↑  Giardina, Carolyn. . The Hollywood Reporter. 2008-08-27  [2008-09-30]. （原始内容存档于2013-01-03）.
159. ↑  Team Ghiblink. . Nausicaä.net.   [2008-10-03]. （原始内容存档于2008-09-17）. Anno...considers Miyazaki his mentor.
160. ↑  Studio Ghibli. Mark Neidengard , 编. .   [2008-10-03]. （原始内容存档于2008-12-07）. By the way, Mr. Miyazaki Hayao and Mr. Itano Ichirou are those I consider my teachers.
161. ↑  ：67頁
162. ↑  . MTV. 2010-02-17. （原始内容存档于2011-05-05）.
163. ↑  . Solar System Dynamics. National Aeronautics and Space Administration.   [2008-09-30]. （原始内容存档于2011-05-10）.
164. 1 2 3 4  Chua, Dennis. . The New Straits Times. September 10, 2016  [2023-07-23]. （原始内容存档于2018-01-26）.
165. ↑  . www.kinenote.com.   [2023-04-30]. （原始内容存档于2021-04-18）.
166. ↑  . Manichi Film Awards. 2016-03-04  [2023-04-26]. （原始内容存档于March 4, 2016） （日语）.
167. ↑  . Animage. 2010-10-19  [2023-04-06]. （原始内容存档于October 19, 2010）.
168. ↑  . Empire. （原始内容存档于2015-09-24）.
169. ↑  .   [2014-06-21]. （原始内容存档于2014-11-29）.
170. ↑  出發點：480頁
171. ↑  樂在工作：70頁
172. ↑  《感受宫崎骏》秦刚主编 文化艺术出版社 2004年 ISBN 978-7-5039-2464-4
173. ↑  出發點：482頁
174. ↑  ：149頁
175. ↑  樂在工作：74頁
176. ↑  . Studio Ghibli. 2007-05-01  [2011-09-18]. （原始内容存档于2011-09-30）.
177. ↑  Miyazaki, Hayao.  [Film Comic My Neighbour Totoro (1)]. Tokyo: Tokuma Shoten. May 28, 1988  [January 13, 2014]. ISBN 978-4-19-778561-2. （原始内容存档于January 13, 2014） （日语）.
178. ↑  Miyazaki, Hayao.  [Film Comic My Neighbour Totoro (4)]. Tokyo: Tokuma Shoten. May 28, 1988  [January 13, 2014]. ISBN 978-4-19-778564-3. （原始内容存档于January 13, 2014） （日语）.
179. ↑  . Viz Media.   [January 24, 2020]. （原始内容存档于May 11, 2021）.
180. ↑  . Viz Media.   [January 24, 2020]. （原始内容存档于May 11, 2021）.
181. ↑  . Viz Media.   [January 24, 2020]. （原始内容存档于April 19, 2020）.
182. ↑  . Viz Media.   [January 24, 2020]. （原始内容存档于May 11, 2021）.
183. ↑  Miyazaki, Hayao.  [Tokuma Anime Picture Book 4 My Neighbour Totoro]. Tokyo: Tokuma Shoten. June 28, 1988  [January 13, 2014]. ISBN 978-4-19-703684-4. （原始内容存档于January 13, 2014） （日语）.
184. ↑  . Viz Media.   [January 24, 2020]. （原始内容存档于November 18, 2020）.
185. ↑  Miyazaki, Hayao.  [The Art of My Neighbor Totoro]. Tokyo: Tokuma Shoten. July 15, 1988  [January 13, 2014]. ISBN 978-4-19-818580-0. （原始内容存档于January 13, 2014） （日语）.
186. ↑  . Viz Media.   [January 24, 2020]. （原始内容存档于August 14, 2020）.
187. ↑  Miyazaki, Hayao; Kubo, Tsugiko. . Illustrated by Hayao Miyazaki. Viz Media, Imprint: Studio Ghibli Library. October 1, 2013. ISBN 9781421561202. （原始内容存档于August 12, 2017）.
188. ↑  . Anime News Network. June 20, 2008  [September 30, 2008]. （原始内容存档于October 1, 2008）.
189. ↑  . Animation World Network.   [2023-02-26]. （原始内容存档于2023-02-26） （英语）.
190. ↑  .   [April 8, 2008]. （原始内容存档于February 28, 2008）.
191. ↑  . news.yahoo.com.   [20 May 2022]. （原始内容存档于May 20, 2022）.
192. ↑  . www.whatsonstage.com.   [2022-05-27]. （原始内容存档于May 27, 2022） （英国英语）.
193. ↑  Wild, Stephi. . Broadway World.   [2022-05-22]. （原始内容存档于May 22, 2022） （英语）.
194. ↑  Wiegand, Chris. . The Guardian. 30 March 2023  [5 June 2023]. （原始内容存档于5 June 2023）.

## 外部連結
- 龙猫（movie）在動畫新聞網百科全書中的資料（英文）
- 互联网电影数据库（IMDb）上《龙猫》的资料（英文）
- AllMovie上《龙猫》的资料（英文）
- 爛番茄上《龙猫》的資料（英文）
- Metacritic上《龙猫》的資料（英文）
- Box Office Mojo上《龙猫》的資料（英文）
- 開眼電影網上《龙猫》的資料（繁體中文）
- Yahoo奇摩電影上《龙猫》的資料（繁體中文）
- 雅虎香港電影上《龙猫》的資料（繁體中文）
- 豆瓣电影上《龙猫》的資料 （简体中文）
- 时光网上《龙猫》的資料（简体中文）